# Diocesi di Ajmer
La diocesi di Ajmer (in latino Dioecesis Aimerensis) è una sede della Chiesa cattolica in India suffraganea dell'arcidiocesi di Agra. Nel 2023 contava 7.650 battezzati su 23.768.000 abitanti. È retta dal vescovo John Carvalho.

## Territorio
La diocesi comprende i distretti di Ajmer, Jodhpur, Kota, Barmer, Bundi, Jalore, Jhalwar, Pali, Sirohi, Tonk, Jaisalmer e Baran nello stato di Rajasthan in India.
Sede vescovile è la città di Ajmer, dove si trova la cattedrale dell'Immacolata Concezione.
Il territorio è suddiviso in 12 parrocchie.

## Storia
La missione di Rajpootana fu istituita nel luglio del 1890, e affidata alle cure dei frati minori cappuccini della provincia di Parigi sotto la supervisione degli arcivescovi di Agra, da cui dipendeva ancora formalmente la missione. Il 17 marzo 1892 la missione divenne indipendente ed elevata al rango di prefettura apostolica, con il decreto Cum Archidioecesis Agraensis di Propaganda Fide.
Il 22 maggio 1913 in forza del breve Mandatum illud di papa Pio X la prefettura apostolica fu elevata a diocesi con il nome di diocesi di Ajmer.
Il primo vescovo fu il missionario cappuccino francese Fortunat-Henri Caumont, che resse la diocesi fino alla morte che lo colse nel 1930, mentre era impegnato in una visita pastorale a Indore. Sotto il suo episcopato il numero dei cattolici salì da 3.102 a 7.464; per l'educazione e l'assistenza caritativa alla popolazione della diocesi, fondò le Ancelle del Signore e le Suore missionarie di Ajmer.
L'11 marzo 1935 cedette una porzione del suo territorio a vantaggio dell'erezione della prefettura apostolica di Indore (oggi diocesi).
Il 13 maggio 1955 per effetto del decreto Cum Excellentissimus della Congregazione di Propaganda Fide assunse il nome di diocesi di Ajmer e Jaipur.
Il 13 settembre 1963 cedette un'altra porzione di territorio a vantaggio dell'erezione dell'arcidiocesi di Bhopal.
Il 2 aprile 1973 cedette il distretto civile di Guna all'esarcato apostolico di Sagar (oggi eparchia).
L'11 marzo 1981 cedette il distretto di Mandsaur alla diocesi di Indore.
Il 3 dicembre 1984 cedette un'ulteriore porzione di territorio a vantaggio dell'erezione della diocesi di Udaipur.
Il 20 luglio 2005 per effetto della bolla Evangelicum studium di papa Benedetto XVI la diocesi si è divisa, dando origine alla diocesi con la presente denominazione e alla diocesi di Jaipur.

## Cronotassi dei vescovi
Si omettono i periodi di sede vacante non superiori ai 2 anni o non storicamente accertati.
- Bertrand Radigue, O.F.M.Cap. † (10 aprile 1892[5] - 1903 dimesso)
- Fortunat-Henri Caumont, O.F.M.Cap. † (27 gennaio 1903 - 4 aprile 1930 deceduto)
- Mathurin-Pie Le Ruyet, O.F.M.Cap. † (8 giugno 1931 - 16 luglio 1938 dimesso[6])
- Guy-Léandre Le Floch, O.F.M.Cap. † (13 giugno 1939 - 9 agosto 1946 deceduto)
  - Sede vacante (1946-1949)
- Leo D'Mello † (21 aprile 1949 - 15 novembre 1978 ritirato)
- Ignatius Menezes (15 novembre 1978 - 3 novembre 2012 ritirato)
- Pius Thomas D'Souza (3 novembre 2012 - 1º giugno 2024 dimesso)[7]
- John Carvalho, dal 1º marzo 2025

## Statistiche
La diocesi nel 2023 su una popolazione di 23.768.000 persone contava 7.650 battezzati, corrispondenti allo 0,0% del totale.
| anno | popolazione | popolazione | popolazione | presbiteri | presbiteri | presbiteri | presbiteri                | diaconi | religiosi | religiosi | parrocchie |
| anno | battezzati  | totale      | %           | numero     | secolari   | regolari   | battezzati per presbitero | diaconi | uomini    | donne     | parrocchie |
| ---- | ----------- | ----------- | ----------- | ---------- | ---------- | ---------- | ------------------------- | ------- | --------- | --------- | ---------- |
| 1950 | 7.225       | 10.893.212  | 0,1         | 52         | 27         | 25         | 138                       |         |           | 66        | 4          |
| 1959 | 10.202      | 16.600.000  | 0,1         | 60         | 39         | 21         | 170                       |         | 10        | 345       | 28         |
| 1970 | 17.875      | 20.500.000  | 0,1         | 72         | 57         | 15         | 248                       |         | 30        | 471       | 14         |
| 1980 | 25.273      | 33.660.000  | 0,1         | 79         | 64         | 15         | 319                       |         | 43        | 578       | 11         |
| 1990 | 9.846       | 31.500.000  | 0,0         | 58         | 37         | 21         | 169                       |         | 32        | 473       | 8          |
| 1999 | 12.459      | 40.323.500  | 0,0         | 72         | 49         | 23         | 173                       |         | 33        | 555       | 8          |
| 2000 | 12.746      | 41.031.600  | 0,0         | 77         | 52         | 25         | 165                       |         | 32        | 563       | 8          |
| 2001 | 12.869      | 46.435.014  | 0,0         | 80         | 53         | 27         | 160                       |         | 33        | 551       | 11         |
| 2002 | 13.119      | 46.899.364  | 0,0         | 82         | 54         | 28         | 159                       |         | 34        | 558       | 11         |
| 2003 | 13.206      | 46.888.150  | 0,0         | 82         | 52         | 30         | 161                       |         | 38        | 604       | 12         |
| 2004 | 13.286      | 43.550.000  | 0,0         | 79         | 49         | 30         | 168                       |         | 38        | 593       | 12         |
| 2006 | 9.190       | 17.606.347  | 0,1         | 43         | 33         | 10         | 213                       |         | 15        | 376       | 8          |
| 2012 | 9.320       | 19.827.000  | 0,0         | 52         | 38         | 14         | 179                       |         | 21        | 418       | 10         |
| 2015 | 9.980       | 22.360.000  | 0,0         | 59         | 38         | 21         | 169                       |         | 28        | 470       | 14         |
| 2018 | 7.521       | 23.208.860  | 0,0         | 71         | 48         | 23         | 105                       |         | 26        | 458       | 12         |
| 2020 | 7.680       | 23.697.200  | 0,0         | 71         | 50         | 21         | 108                       |         | 24        | 471       | 12         |
| 2022 | 7.630       | 23.533.000  | 0,0         | 75         | 52         | 23         | 101                       |         | 26        | 485       | 12         |
| 2023 | 7.650       | 23.768.000  | 0,0         | 74         | 51         | 23         | 103                       |         | 26        | 491       | 12         |